# Route nationale 83 (Belgique)
Pour les articles homonymes, voir Route nationale 83.
La route nationale 83 est une route nationale de Belgique qui relie Arlon à Bouillon. Celle-ci se termine à Bouillon sur la route nationale 89 reliant Libramont-Chevigny à Sedan en France.

## Description du tracé

### Communes sur le parcours
- Région wallonne
  -  Province de Luxembourg
    - Arlon
    - Étalle
    - Tintigny
    - Chiny
    - Florenville
    - Bouillon

### Dédoublement

#### N83a
Cette courte section constitue l'ancien tracé de la N83, à travers le centre du village de Vance

#### N83b
Cette courte section constitue l'ancien tracé de la N83, à travers le centre du village de Sivry

## Statistiques de fréquentation
| BK   | Début                      | Fin                              | Trafic moyen journalier (6h–22h, en milliers), | Trafic moyen journalier (6h–22h, en milliers), | Trafic moyen journalier (6h–22h, en milliers), | Trafic moyen journalier (6h–22h, en milliers), | Trafic moyen journalier (6h–22h, en milliers), | Trafic moyen journalier (6h–22h, en milliers), | Trafic moyen journalier (6h–22h, en milliers), |
| BK   | Début                      | Fin                              | 1985                                           | 1990                                           | 1995                                           | 2000                                           | 2005                                           | 2010                                           | 2015                                           |
| ---- | -------------------------- | -------------------------------- | ---------------------------------------------- | ---------------------------------------------- | ---------------------------------------------- | ---------------------------------------------- | ---------------------------------------------- | ---------------------------------------------- | ---------------------------------------------- |
| 5,4  | – 30 Stockem               | Étalle (Vance) N83a              | 3,5                                            | 6,1                                            | 7,8                                            | 9,3                                            | 10,3                                           | –                                              | –                                              |
| 15,0 | Étalle N87a                | Étalle N87a                      | 6,5                                            | 7,2                                            | 7,7                                            | 8,4                                            | 9,5                                            | –                                              | –                                              |
| 15,8 | Étalle                     | Étalle (Sainte-Marie-sur-Semois) | 4,5                                            | 5,3                                            | 5,9                                            | 7,1                                            | 8,6                                            | 8,8                                            | –                                              |
| 28,4 | Tintigny (Breuvanne)       | Chiny (Jamoigne)                 | 3,5                                            | 3,9                                            | 4,3                                            | 6,0                                            | 6,9                                            | –                                              | –                                              |
| 44,6 | Florenville (Chassepierre) | Florenville (Sainte-Cécile)      | 1,9                                            | 1,8                                            | 2,2                                            | 2,2                                            | 2,5                                            | 2,2                                            | –                                              |
| 57,9 | Bouillon (Dohan)           | Bouillon (Beaubru)               | 1,1                                            | 1,2                                            | 1,4                                            | 2,0                                            | 2,5                                            | –                                              | –                                              |